# Robert K. Weiss
Pour les articles homonymes, voir Weiss.
Robert K. Weiss est un producteur américain de films et de téléfilms.

## Biographie
Sa carrière a débuté en tant que producteur en 1977 avec la sortie du film Hamburger Film Sandwich réalisé par John Landis qu'il a retrouvé plus tard pour produire le film à succès international Les Blues Brothers en 1980. Il a travaillé plusieurs fois avec David Zucker en produisant les trois films Y a-t-il un flic pour sauver… et dernièrement Scary Movie 3 et Scary Movie 4.
Il est également connu dans le monde du petit écran en tant que coproducteur avec Tracy Tormé de la série télévisée Sliders ainsi que la série Code Lisa dont il est le réalisateur.
Robert K. Weiss est aussi devenu le vice-président de la Fondation X Prize depuis 1996.
Anecdote : Dans le film Blues Brothers 2000, le nom de Robert K. Weiss est cité dans le discours de Elwood Blues (Dan Aykroyd) comme un artiste légendaire de blues. C'est en réalité un clin d'œil au film original Les Blues Brothers que Weiss avait produit en 1980.

## Filmographie

### Comme producteur
- 1977 : Hamburger Film Sandwich (The Kentucky Fried Movie) de John Landis.
- 1980 : Les Blues Brothers (The Blues Brothers) de John Landis.
- 1980 : Police Squad (Police Squad!) (série télévisée) de David Zucker, Jerry Zucker et Jim Abrahams.
- 1983 : Doctor Detroit de Michael Pressman.
- 1985 : The Compleat Al (faux documentaire).
- 1987 : Cheeseburger film sandwich (Amazon Women on the Moon) de Peter Horton, Carl Gottlieb.
- 1987 : Dragnet de Tom Mankiewicz.
- 1988 : Y a-t-il un flic pour sauver la reine ? (The Naked Gun) de David Zucker.
- 1990 : Les Fous de la pub (Crazy People) de Tony Bill.
- 1991 : Tribunal fantôme (Nothing But Trouble) de Dan Aykroyd.
- 1991 : Y a-t-il un flic pour sauver le président ? (The Naked Gun 2½: The Smell of Fear) de David Zucker.
- 1994 : Y a-t-il un flic pour sauver Hollywood ? (Naked Gun 33⅓: The Final Insult) de Peter Segal.
- 1994 : Code Lisa (Weird Science) (série télévisée, 1994–1997): producteur exécutif.
- 1995 : Le Courage d'un con (Tommy Boy) de Peter Segal : producteur exécutif.
- 1995 : Sliders (série télévisée, 1995–2000) : producteur exécutif (saison 1).
- 1996 : Black Sheep de Penelope Spheeris : producteur exécutif.
- 1998 : Une nuit au Roxbury de John Fortenberry : producteur exécutif.
- 1999 : Superstar de Bruce McCulloch : producteur exécutif.
- 2000 : Un homme à femmes (The Ladies Man) de Reginald Hudlin  : producteur exécutif.
- 2002 : Y a-t-il un flic pour sauver l'humanité ? de Allan A. Goldstein
- 2003 : Scary Movie 3 de David Zucker.
- 2006 : Scary Movie 4 de David Zucker.
- 2008 : Super Héros Movie de Craig Mazin.

### Comme acteur
- 1977 : Hamburger Film Sandwich (The Kentucky Fried Movie) de John Landis.
- 1988 : Y a-t-il un flic pour sauver la reine ? (The Naked Gun) de David Zucker : producteur, acteur (un vendeur de Hot dog).
- 1989 : UHF de Jay Levey.
- 1990 : Les Fous de la pub (Crazy People) de Tony Bill.
- 1991 : Tribunal fantôme (Nothing But Trouble) de Dan Aykroyd.
- 1991 : Y a-t-il un flic pour sauver le président ? (The Naked Gun 2½: The Smell of Fear) de David Zucker : un obstétricien.
- 1994 : Y a-t-il un flic pour sauver Hollywood ? (Naked Gun 33⅓: The Final Insult) de Peter Segal : un joueur de tuba.
- 1995 : Le Courage d'un con (Tommy Boy) de Peter Segal.

### Comme réalisateur
- 1985 : The Compleat Al (faux documentaire).
- 1987 : Cheeseburger film sandwich (Amazon Women on the Moon) de Peter Horton, Carl Gottlieb.
- 1990 : Les Fous de la pub (Crazy People) de Tony Bill : directeur assistant.
- 1994 : Code Lisa (Weird Science) (série télévisée, 1994–1997):créateur.
- 1995 : Sliders (série télévisée, 1995–2000): cocréateur, directeur assistant (épisode pilote), consultant exécutive (saisons 2–3).

### Comme scénariste
- 1985 : The Compleat Al (faux documentaire).